# Yulong mini
Yulong mini es la única especie conocida del género extinto Yulong  de dinosaurio terópodo ovirraptórido, que vivió a finales del período Cretácico hace aproximadamente entre 72 y 66 millones de años, durante el Mastrichtiense, en lo que hoy es Asia.

## Descripción
Si bien los oviraptóridos tenían generalmente de 1 a 8 metros de longitud corporal, Yulong fue descrito como "del tamaño de un pollo" por sus descriptores. La mayoría de los individuos de Yulong tenían una longitud corporal total de un 0,25 a 0,5 metro, lo que los convierte en algunos de los oviraptóridos más pequeños conocidos.

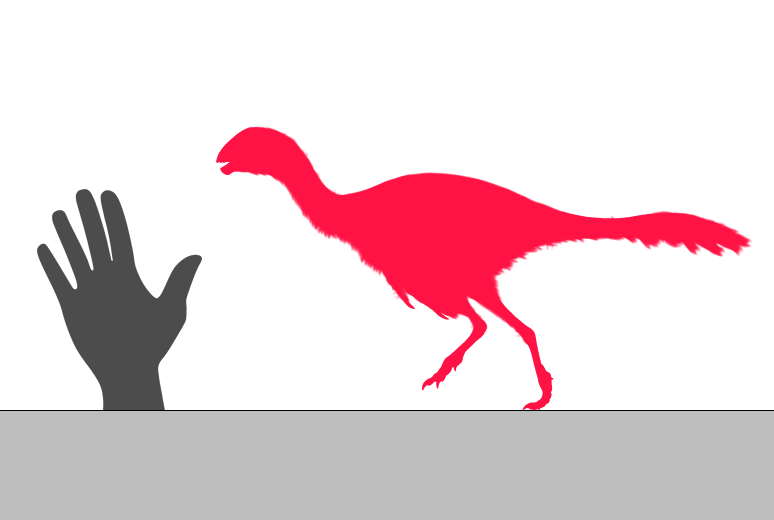
Comparación de tamaño

Los autores descriptores establecieron algunos rasgos diagnósticos. La esquina superior delantera de la fenestra antorbital y la esquina superior trasera de la fosa nasal ósea se colocan aproximadamente a la misma altura. El premaxilar muestra una abertura distintiva por debajo y por delante de la fosa nasal. El proceso superior posterior del premaxilar toca el borde superior de la fenestra antorbital pero no el proceso anterior del lagrimal. Ambos huesos están separados por el hueso nasal. El parietal se acerca al hueso frontal en longitud. En la cuarta y quinta vértebra del cuello, el borde posterior del centro vertebral forma una línea recta entre lapostzigapófisis . El hueso del muslo es más largo que el ilion.
Según los autores, las proporciones de las patas traseras de los oviraptóridos no cambian esencialmente durante el crecimiento, lo que indica un estilo de vida más sedentario y, por lo tanto, probablemente herbívora.

## Descubrimiento e investigación

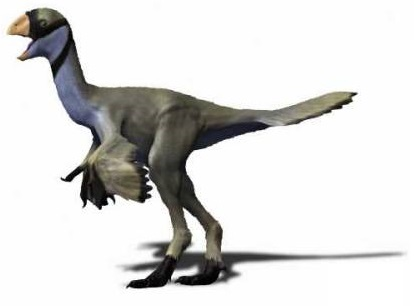
Restauración de Y. mini

Se conoce a partir de múltiples especímenes, que van desde embriones hasta subadultos, siendo el holotipo HGM 41HIII-0107, un espécimen casi completo, se recolectaron cerca de la ciudad de Qiupa en el condado de Luanchuan, provincia de Henan, en la Formación Qiupa, de la que se desconoce su antigüedad exacta, pero probablemente data del Cretácico Superior basándose en la presencia de oviraptóridos, como Yulong, dromeosáuridos como Luanchuanraptor, ornitomímidos como Qiupalong, alvarezsáuridos como, Qiupanykus y otros dinosaurios derivados no descritos. Yulong fue descrito y nombrado por primera vez por Junchang Lü , Philip J. Currie , Li Xu , Xingliao Zhang , Hanyong Pu y Songhai Jia en 2013 y la especie tipo es Yulong mini. El nombre genérico se deriva del chino 豫, Yù, la abreviatura de un carácter de la provincia de Hena], en referencia a la aparición del género, y de 龙, 龍, lóng que significa "dragón", un sufijo comúnmente usado para nombrar dinosaurios chinos como saurus en griego en occidente. El nombre específico, Y. mini, se refiere al pequeño tamaño de las muestras.

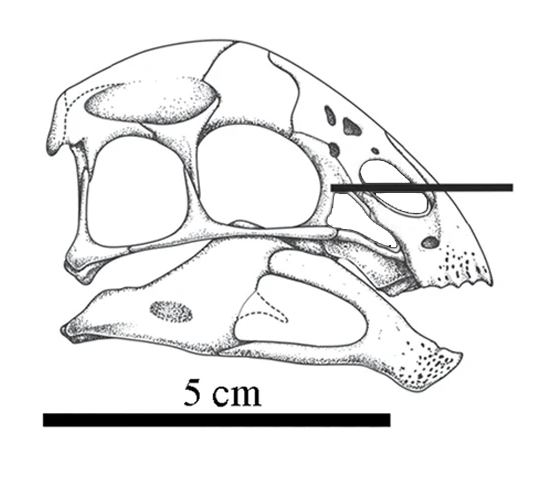
Cráneo reconstruido

Yulong se basa en una serie de sintipos de cinco especímenes, HGM 41HIII-0107, un esqueleto excepcionalmente bien conservado con un cráneo y mandíbulas inferiores que se encuentra en el Museo Geológico de Henan, solo le falta el cráneo y la base del cuello. HGM 41HIII-0108 un cráneo sin mandíbulas inferiores. HGM 41HIII-0109, un esqueleto parcial con cráneo y mandíbulas inferiores. HGM 41HIII-0110, un cráneo parcial con mandíbulas inferiores y algunas vértebras del cuello. Y por último 'HGM 41HIII-0111 un ilion izquierdo. Se han mencionado hallazgos adicionales en el documento descriptivo. Un embrión excepcionalmente conservado, dentro de un huevo es HGM 41HIII-0301, que provino de un nido de 26 huevos. El primer espécimen no juvenil de Y. mini fue descrito por Wei et al. en 2022 y consta de tres vértebras dorsales y 29 caudales, cinturas pectorales parciales y extremidades anteriores.

## Clasificación
Un análisis filogenético realizado por los descriptores encontró que Yulong era más derivado que el gigantesco oviraptórido Gigantoraptor erlianensis, y menos derivado que del clado formado por Oviraptorinae e "Ingeniinae". Sin embargo, los descriptores advirtieron que la posición filogenética de Yulong aún es incierta, porque los especímenes más jóvenes tienden a mostrar más rasgos basales que los especímenes adultos que son desconocidos para Yulong. Wei et al. en 2022 encontraron que Yulong era un oviraptórido basal fuera de Citipatiinae y Heyuanninae.